# Royaume d'Abkhazie
786–1008
Entités précédentes :
- Empire byzantin

Entités suivantes :
- Royaume de Géorgie

Le royaume d'Abkhazie (en géorgien : აფხაზეთის სამეფო; Aphkhazetis Samepo), (abkhaze : Апсуа Ахра; Apsua Ahra) est aussi connu sous le nom de royaume des Abkhazes (en géorgien : აფხაზთა სამეფო). L'État médiéval du peuple abkhaze (apsua) qui, au Xe siècle, a absorbé la Karthli, la Kakhétie, Tao-klargeti, l'Hereti, et vraisemblablement les territoires des tribus apparentées jusqu'à la rivière Touapsé, ou jusqu'à la rivière Psou, était un État du haut Moyen Âge situé dans le Caucase. Après avoir obtenu son autonomie de l'Empire byzantin, le royaume a été créé vers 786. 
En 1008, le roi Bagrat III hérite de la couronne abkhaze et l'unifie avec les royaumes voisins pour former le royaume de Géorgie.